# Giovanni Invernizzi
Giovanni Invernizzi, italijanski veslač, * 17. junij 1926, Mandello del Lario, † 16. oktober 1986, Abbadia Lariana.
Invernizzi je za Italijo nastopil na Poletnih olimpijskih igrah 1948 in 1952, obakrat v četvercu brez krmarja.
V Londonu je italijanski čoln osvojil zlato medaljo, štiri leta kasneje pa je bil v Helsinkih izločen po repasažu polfinala. 